# Lockheed U-2
Lockheed U-2 „Dragon Lady“ je americké výzvědné letadlo, které bylo vyvinuto v padesátých letech 20. století v tzv. „Skunk Works“ firmy Lockheed Corporation v kalifornském Palmdale. Jeho hlavní předností je schopnost dlouhodobého letu ve výškách kolem 20 km.
Letadlo patřilo k nejpřísněji utajovaným zbrojním programům a spadalo částečně do působnosti CIA. Součástí utajení bylo i jeho kódové označení (U mělo sloužit pro lehká víceúčelová – utility – letadla).
Bylo využíváno zejména na přelomu 50. a 60. let k přeletům SSSR. Ty započaly 4. června 1956 a skončily po 1. květnu 1960, když bylo jedno sestřeleno protivzdušnou raketou poblíž Sverdlovska a pilot Gary Powers zajat. Následovala krize v sovětsko-amerických vztazích (viz aféra U-2). Fotografie U-2 také odhalily sovětskou raketovou základnu na Kubě, čímž začala kubánská krize. Později v jejím průběhu byl také jeden letoun sestřelen a pilot major Rudolf Anderson zahynul.
Letadla U-2 jsou dodnes používána pro vzdušný průzkum a civilní výzkumné úkoly, zčásti ve verzi TR-1, jež je druhou generací U-2, která je určena pro taktický průzkum.

## Vývoj

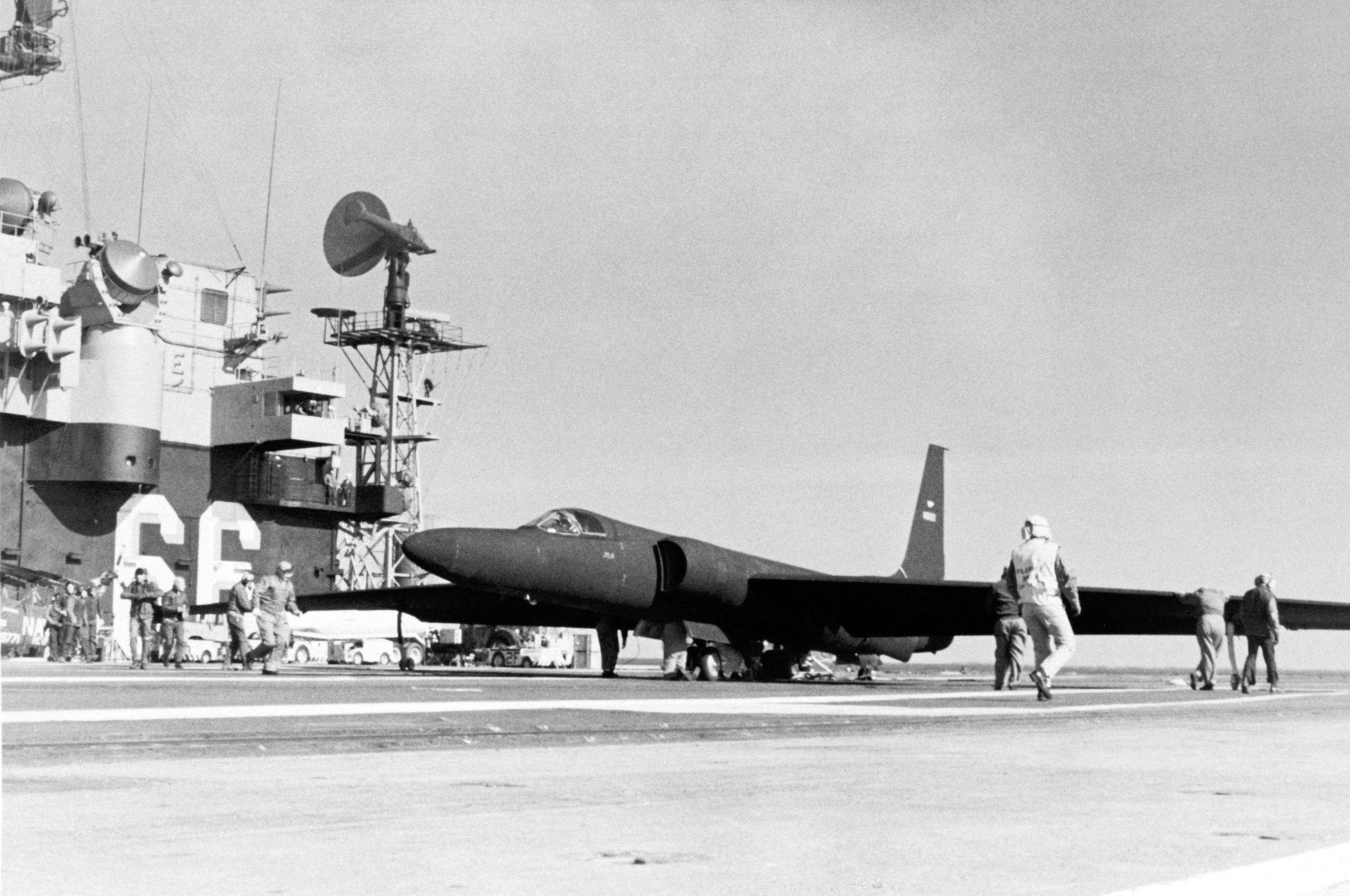
U-2 na palubě USS America.

Počátky dlouhé historie U-2 sahají na samý počátek padesátých let dvacátého století, kdy americké letectvo začalo zvažovat možnosti stabilního letu ve velmi vysokých výškách. Lockheed Corporation se do projektu zapojila o rok později. Zpočátku Clarence L. Johnson zvažoval odvození konstrukce od úspěšné stíhačky F-104 Starfighter. Dokonce se uvažovalo o tom, že letadlo nebude vybaveno podvozkem, aby se snížila hmotnost. Americké letectvo tento projekt odmítlo s tím, že koncepce je příliš neobvyklá, letadlo není vybaveno přetlakovou komorou a je pouze jednomotorové.
O návrh ale projevila zájem CIA, která velmi nutně potřebovala informace o sovětském raketovém programu. Koncem roku 1954 začala divize Skunk Works pracovat na projektu intenzivněji. Projekt s krycím názvem Aquatone schválil prezident Eisenhower. Zajímavostí je, že projekt byl spolufinancován letectvem a například speciálně upravené motory Pratt & Whitney J57 byly dodávány USAF jako standardní pohonné jednotky pro bombardéry Boeing B-52 a další typy již užívané v americkém letectvu. Další součástí krytí projektu bylo uvolnění informace o tom, že Lockheed vyvíjí speciální výzkumný letoun pro NACA.

### Prototyp

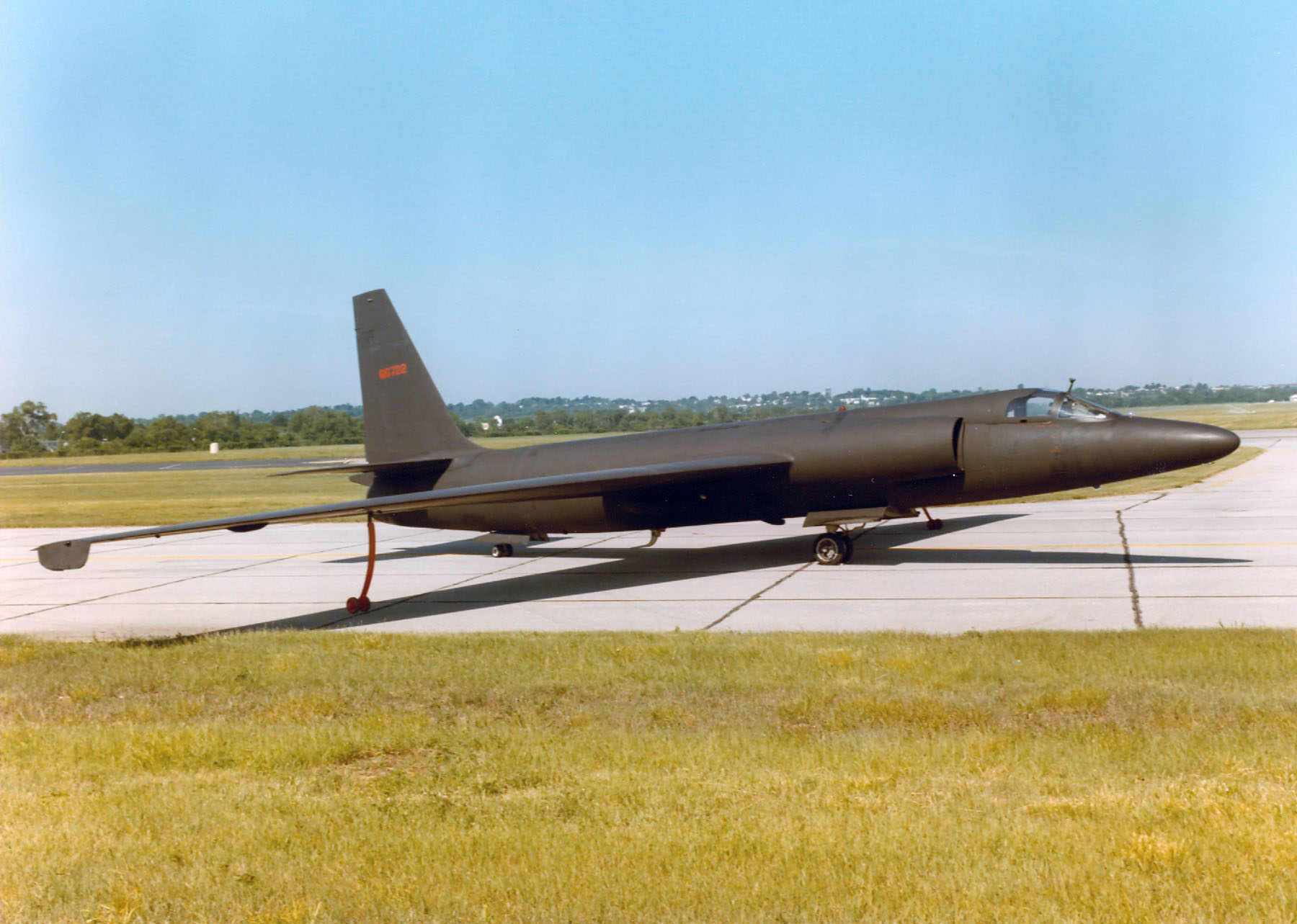
Původní U-2A v muzeu amerického letectva

Vyvíjené letadlo dostalo v továrně Lockheed přezdívku Angel. CIA jej vedla jako Article 341. Zalétání prototypu provedl 4. srpna 1955 zkušební pilot Lockheedu Tony LeVier. Odstartoval ze solné pláně Groom Lake. Předcházel mu incident, kdy si při pojížděcích zkouškách LeVier nevšiml, že se letadlo vzneslo asi deset metrů nad povrch a letadlo přišlo při tvrdém dosednutí o část podvozku. Testy probíhaly až do dubna 1956, kdy bylo dosaženo cílů stanovených pro letové zkoušky. Původní výrobní série představovala 55 kusů U-2, z nichž nejméně sedm bylo přepracováno na konstrukčně zesílené U-2B se silnějšími proudovými motory Pratt & Whitney J75-P-13. Následující typ U-2C měl zvětšené palivové nádrže a zvětšené sací otvory pro motor J75-P-13B. Verze U-2D měla pozměněný Q-Bay pro senzory, nebo druhého člena posádky. U-2E pak byla výzvědným letounem CIA s moderními ECM systémy. Přinejmenším čtyři letouny U-2A byly překonstruovány v následující typ U-2F přidáním tankovacích nástavců armádního typu. V roce 1959 byla sériová produkce U-2 ukončena, v roce 1968 pod označením U-2R obnovena.

### Fotografické vybavení

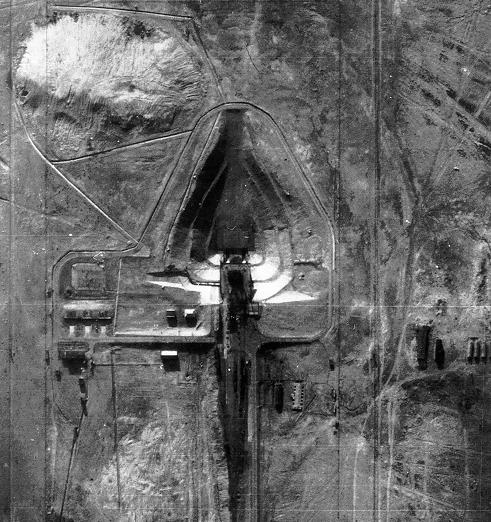
Ukázka snímku pořízeného z U-2. Na snímku je vyobrazena startovací rampa kosmodromu Bajkonur.

Vzhledem k tomu, že U-2 je výzvědné letadlo, hraje fotografický přístroj velkou roli v kvalitě zpravodajských informací. Přístroj je v U-2 umístěn v šachtě za pilotní kabinou zvané Q-Bay. Po dobu provozu U-2 se používaly tři druhy fotopřístrojů značené lakonicky A, B a C. Přístroje typu A byly provizorní přístroje sloužící do doby, než bude k dispozici specializované vybavení, které přišlo s přístroji typu B. Typ C spatřil světlo světa již v době, kdy byly k dispozici modernější koncepce a jeho použití bylo minimální. Ohnisková vzdálenost typu B byla přibližně 910 milimetrů a světelnost f/8. Fotoaparát používal film o šířce 457 milimetrů. Role filmu v přístroji byla dlouhá téměř dva kilometry. Aby se předešlo problémům s posunem těžiště při převíjení filmu, byly použity dva pásy, které se převíjely v opačném směru, čímž zůstalo celkové těžiště fotoaparátu zachováno. Optiku přístroje vyrobila společnost Perkin Elmer.

## Operační nasazení

### CIA
Primárním cílem projektu Aquatone bylo pro CIA dosáhnout možnosti přeletů přes území Sovětského svazu. CIA ještě během letových zkoušek provedla nábor pilotů, kteří prošli změnou identity a speciálním výcvikem. CIA zformovala svoji první jednotku Detachment A, která byla umístěna nejprve v Anglii a poté přestěhována do Wiesbadenu nedaleko Frankfurtu.
První operační let proběhl 19. června 1956 a vedl přes Varšavu, Berlín a Postupim. Let proběhl bez obtíží a získaný materiál (fotopřístroj B) byl co do kvality obrazu zatím to nejlepší, co měla CIA k dispozici.
O tři týdny později proběhl první let, při kterém bylo dosaženo přeletu území SSSR, tedy primárního cíle projektu. Na rozdíl od prvního letu se tentokráte dostalo U-2 nad Ruskem značné pozornosti protivzdušné obrany. Letoun Article 347 byl po celou dobu sledován ruskými radary. Pilot Harvey Stockman přelétl Minsk a Leningrad a po více než osmi hodinách přistál ve Wiesbadenu.
Po třetím letu, při kterém bylo vysláno velké množství záchytných stíhačů a došlo k několika neúspěšným pokusům o sestřelení letadla, předal sovětský velvyslanec v USA protest a formální žádost o ukončení přeletů území SSSR. Americká vláda v odpovědi popřela, že by se jakékoliv vojenské letadlo USA na takových přeletech podílelo. Což byla pravda, protože všechna letadla operující pro CIA měla civilní registraci (působila oficiálně jako meteorologické stroje).
Operace CIA pokračovaly zdárně až do 1. května 1960, kdy vypukla Aféra U-2. Francis Gary Powers odstartoval k přeletu přes Sverdlovsk a Pleseck, dvě hlavní sovětské raketové střelnice. Při tomto letu byl U-2 sestřelen pomocí čtrnácti raket SA-2, stroj ovšem sestřelila už první. Další rakety byly odpalovány na oblak trosek v domnění, že jde o rušení. Je pravděpodobné, že nedošlo k přímému zásahu letounu, ale jeho zničení bylo důsledkem tlakových vln po výbuších raket. Powers se po patnácti kilometrech pádu dostal z letadla a byl zajat. Tuto skutečnost sovětská strana týden úspěšně tajila a Američanům, kteří se domnívali, že došlo ke zničení letounu, způsobila blamáž vystavením kompletního letounu se špionážní výbavou. Powers byl posléze odsouzen za špionáž ale po dvou letech vyměněn za Rudolfa Abela v rámci výměny špionů. Powers poté pracoval jako zkušební pilot Lockheedu. Zahynul při havárii vrtulníku 1. srpna 1977.
Dalším operačním nasazením U-2 byly mezi lety 1959 až 1974 operace ze základny na Tchaj-wanu, které formálně řídila tchajwanská vláda na základě smlouvy mezi Čankajškem a C. L. Johnsonem, ale fakticky se jednalo o akci CIA, která sloužila k získání údajů o vojenských zařízeních kontinentální Číny. Operace probíhaly do roku 1974 a jednalo se o poslední nasazení U-2 pod vedením CIA. Protivzdušná obrana Čínské lidové republiky přitom sestřelila pět U2 (tři piloti zahynuli, dva byli zajati) a dalších osm strojů z různých příčin havarovalo (zahynulo sedm pilotů).
V roce 1974 skončilo zapojení CIA do programu U-2 a 20 zbylých strojů bylo předáno armádnímu letectvu.

### U. S. Air Force

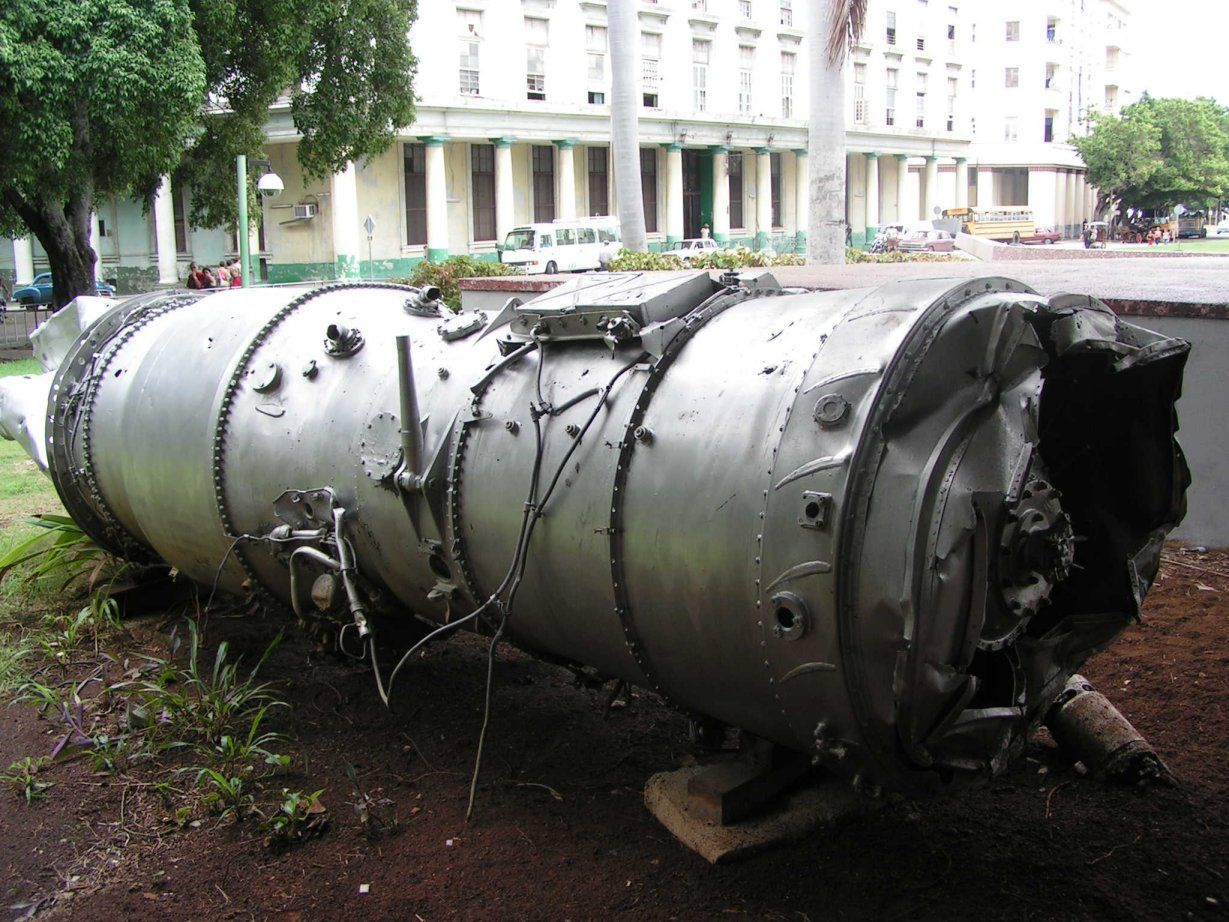
Motor z U-2 kapitána Andersona sestřeleného nad Kubou

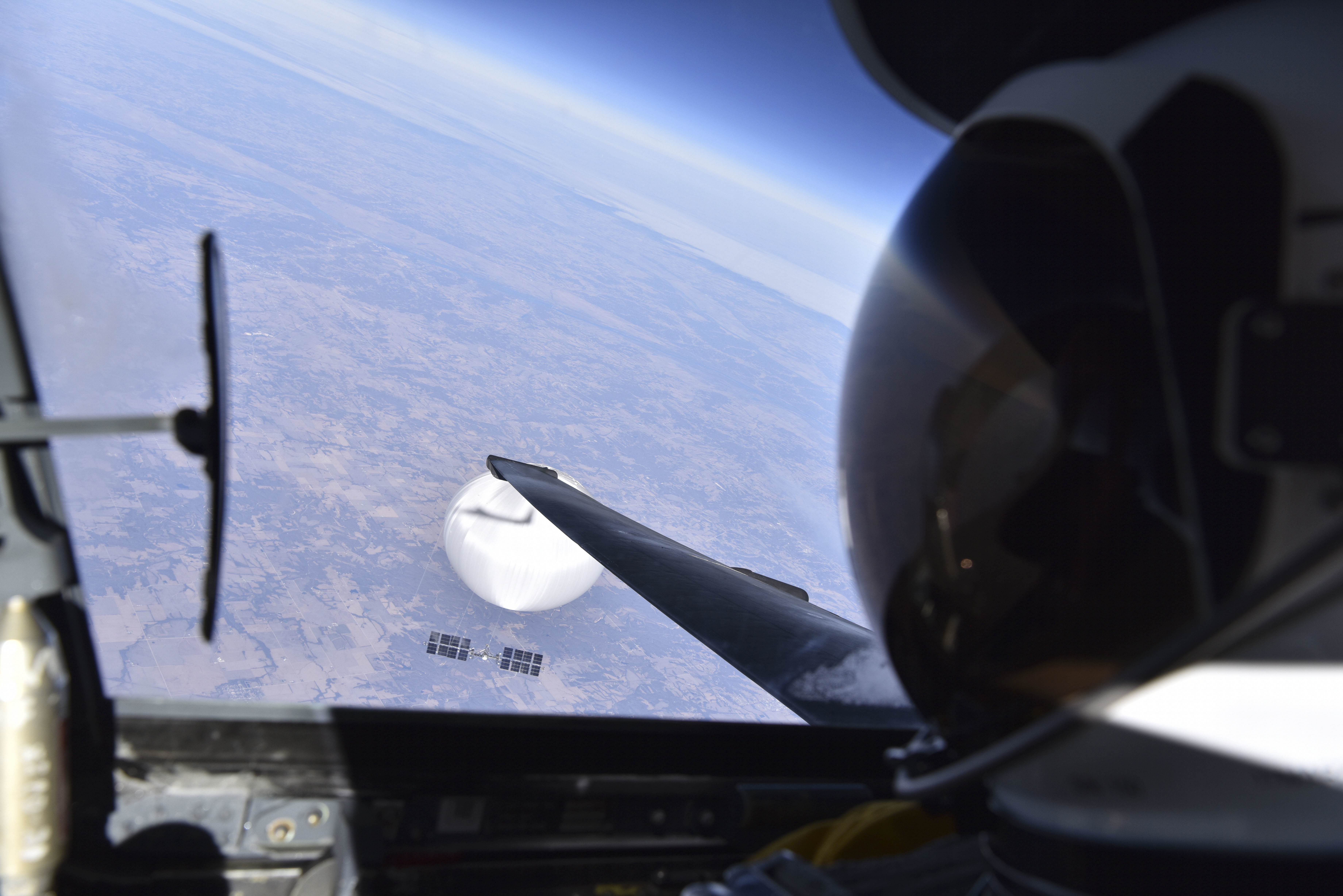
U-2S 2. února 2023 monitoruje ve velké výšce letící čínský špionážní balon. Na balonu je vidět stín amerického letounu.

USAF přebíralo operace CIA postupně až do roku 1974. Ve stavu letectva se U-2 nacházely od června 1957 a postupně nahrazovaly stávající letouny Martin RB-57D Canberra, u kterých se začala projevovat únava materiálu.
Významnou úlohu hrál letoun U-2 během Karibské krize. V srpnu 1962 přivezl z Kuby U-2 patřící CIA snímky, odhalující stanoviště PLO charakteristické pro sovětské raketové základny. Po celou dobu krize létaly U-2 nad Kubou a dokumentovaly stav raketových základen. Došlo k jednomu sestřelu, kapitán Anderson byl sestřelen raketou SA-2 a další dva letouny byly ztraceny kvůli technickým závadám. Není bez zajímavosti, že jeden stroj byl nalezen v pralesích Latinské Ameriky. Pro lety nad Kubou se používala letadla z inventáře CIA, protože byla vybavena nejmodernějšími ECM prostředky a riziko sestřelu bylo v tomto případě vysoké.
Posledním nasazením U2 první generace byly operace ve Vietnamu, které probíhaly od roku 1963. Operace U-2 ve Vietnamu trvaly dvanáct let a jejich cílem byl především dálkový průzkum, protože úkoly související s průzkumem bojiště již v té době přebíraly bezpilotní prostředky.
Od 28. ledna do 4. února 2023 se ve velkých výškách nad územím Spojených států a Kanady pohyboval čínský špionážní balon. K jeho sledování byly mimo jiné postupně nasazeny dva letouny U-2S s volacími znaky Dragon 01 a Dragon 99. Jaké úkoly U-2S plnily, nebylo upřesněno. Byly to však jediné americké letouny, které dokázaly setrvale letět ve stejné, nebo větší výšce, jako čínský balon (přiližně 18–20 kilometrů). Balon nakonec sestřelil stíhací letoun F-22 Raptor.

### NASA
NACA (a později NASA) zpočátku poskytovala CIA krytí pro její operace. Formálně se tak dělo až do roku 1970. V dubnu 1971 dostala NASA povolení k používání tohoto letadla pro vlastní výzkumné účely. Jednalo se o U-2C první generace. V roce 1982 NASA pořídila odzbrojený TR-1A, jenž dostal označení ER-2. V roce 1987 byly letouny U-2C první generace vyřazeny a NASA používá U-2 pouze druhé generace.

## U-2R - druhá generace
V roce 1965 bylo jasné, že zvyšující se nároky na kvalitu zpravodajských informací vedou k požadavkům na montáž dodatečného vybavení a výkony letadla klesají na neudržitelnou úroveň.
Lockheed začal pracovat na nové studii nazvané U-2R, která koncepčně vycházela z U-2, ale ve skutečnosti se jednalo o zcela nové letadlo. Letadlo je větší, při konstrukci byly využity kompozitní materiály. Novinkou jsou pouzdra - Superpods - připevnitelná na křídlo. Pouzdra obsahují další průzkumné vybavení.
První let U-2R se uskutečnil 28. srpna 1967 a od roku 1968 se letouny U-2R zapojily do operací na Tchaj-wanu, ve Vietnamu a na Blízkém Východě. Zatím poslední bojové nasazení zažil letoun přezdívaný Dragon Lady při operacích v Iráku. Dvoumístná varianta U-2RT je určena jako cvičná/přeškolovací.
Další modifikace U-2R nese označení TR-1 (Tactical Reconnaissance) a je stále v aktivní službě. Pohonnou jednotku tvoří proudový motor Pratt & Whitney J75-P-13B s tahem 75,60 kN. První stroj vzlétl 1. srpna 1981 a následující měsíc byl předán USAF. Poslední vyrobený TR-1 byl dodán v říjnu 1989. Od roku 1992 rozhodlo USAF o ukončení označování TR-1 a všechna akceschopná letadla dále operovala jako U-2R.
V letech 1994 až 1998 uskutečnil Lockheed u zbývajících letounů U-2R zástavbu nových pohonných jednotek. Proudové motory J75-P-13B byly nahrazeny turbodmychadlovými General Electric F118-GE-101 bez přídavného spalování s nižší spotřebou paliva. U takto modifikovaných strojů s označením Lockheed U-2S stoupl o 15% dolet, operační dostup dosáhl 24 380 m.
Všechny U-2S byly zařazeny od 28. listopadu 1994 u 9. průzkumného křídla, umístěného na letecké základně Beale v Kalifornii. Bealeova letecká základna hostí 99. RS (průzkumnou letku), jejíž tři oddělené jednotky jsou umístěny na základně RAF Akrotiri (Det 1) na ostrově Kypr, OL-FR v Istres AB ve Francii a OL-CH/4402. průzkumná letka (prozatímní) v Saúdské Arábii. 5. RS je umístěna v Osanu v Jižní Koreji a pokrývá Dálný východ, zatímco 1. RS zajišťuje výcvik se dvěma letouny U-2ST a letouny Northrop T-38 Talon.

### Průzkumné vybavení U-2R

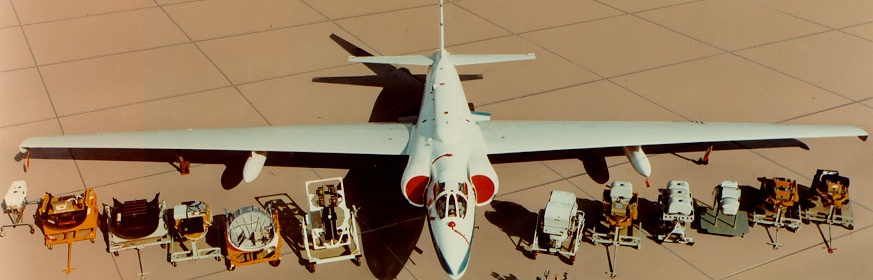
U2 s různou výbavou

Vzhledem k tomu, že U-2R je přibližně o třetinu větší, rozšířily se možnosti jeho výbavy o mnoho dalších průzkumných a komunikačních prostředků. Navíc U-2R je modulární a kombinace výbav je opravdu pestrá.

#### Q-Bay

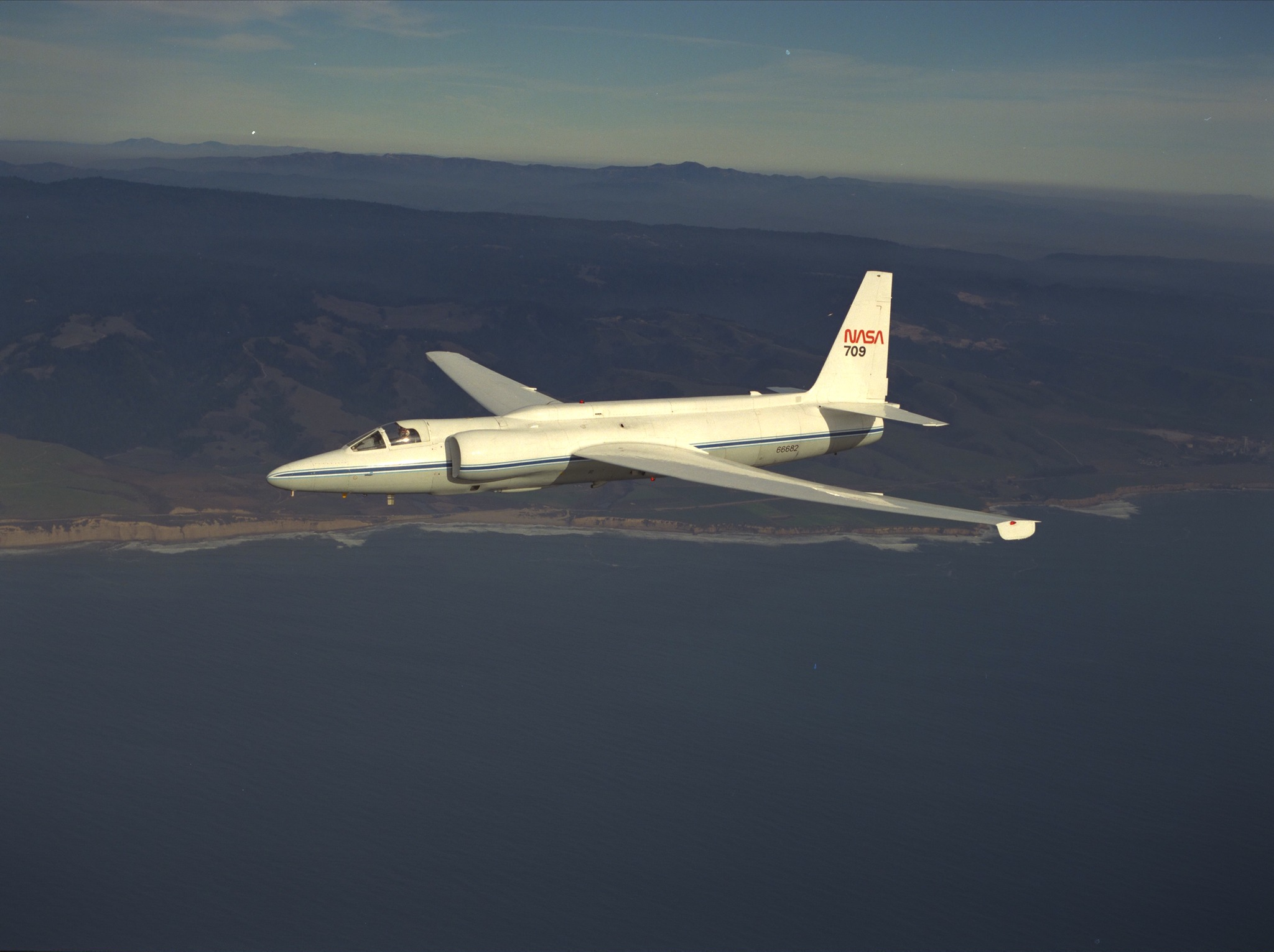
U-2C první generace ve službách NASA

Q-Bay může obsahovat tři druhy fotopřístrojů. Přístroj IRIS-III (zkratka označení Intelligence Reconnaissance Imagery System) používá optický systém s ohniskovou vzdáleností 610 milimetrů. Pokrývá pás terénu široký asi 100 kilometrů.
Stereoskopický přístroj OBC (Optical Bar Camera) má ohniskovou vzdálenost optické soustavy 760 milimetrů. Stereoskopického efektu je dosaženo tak, že kamera se natočí dopředu a vyfotografuje objekty nacházející se na zemi před letadlem, pak se natočí dozadu a stejné objekty vyfotografuje poté, co nad nimi letadlo přelétlo.
Přístroj HR-329, známý též jako fotopřístroj H je modifikovaná verze Type-IV navrženého firmou Hycon pro A-12. Během prvního konfliktu v Iráku se tento přístroj používal a kvalita snímků byla ohromující. Vzhledem k extrémně dlouhé ohniskové vzdálenosti (1676 milimetrů) se používá většinou k detailnímu průzkumu předem vybraných cílů, protože nepokrývá dostatečně velké území k tomu, aby byl použitelný pro strategický průzkum.
Q-Bay může dále obsahovat sběrač vzorků vzduchu, komunikační stanici a záznamová zařízení pro ASARS (viz níže) a další senzory.

#### E-Bay
E-Bay je šachta umístěná za kabinou pilota. Může obsahovat navigační systémy LN-33 PIII nebo již nepoužívaný NAS-21A, popřípadě systém EWS (Electronic Warfare System).

#### Prostor v přídi
V přídi může být umístěn radar s vysokou rozlišovací schopností ASARS-2 (Advanced Synthetic Aperture Radar System) - letouny s tímto radarem mají prodlouženou příď o 910 mm. ASARS-2 je vyráběn společností Raytheon a poskytuje za jakéhokoliv počasí data o statických i pohybujících se cílech v reálném čase. Data jsou poskytována téměř v reálném čase zpracovávající stanici TRAC/ETRAC (Tactical Radar Corelator). Na letounu U-2R byl poprvé testován v roce 1981 (sér. č. 68-10336).
V příďovém prostoru může být dále umístěna kamera E/O nebo kamera snímající v infračerveném pásmu, popřípadě satelitní komunikační modul SPAN.

#### Superpod
Pouzdra umístěná na křídle mohou nést další vybavení. Senior Glass slouží k zachycení a analýze rádiových signálů. V současné době je v přípravě nový systém, který by měl Senior Glass nahradit, protože některé komponenty systému již výrobci nejsou schopni dodat. Senior Ruby je systém pro zachycení a monitorování radarových stanovišť. Senior Spear obsahuje komunikační senzory, pouzdro EP-X slouží k monitorování aktivit námořních lodí a Senior Book obsahuje komunikační senzory (toto pouzdro je ovládáno ze země).

#### Hřbetní prostor
Posledním stanovištěm je hřbetní prostor, do kterého se umisťuje systém pro předávání dat (tzv. datalink). Jedná se moduly typu SPAN nebo SPUR, které zajišťují předávání dat přes satelit.

## Uživatelé
- Spojené státy americké
  - Central Intelligence Agency
  - United States Air Force
  - National Advisory Committee for Aeronautics
  - National Aeronautics and Space Administration

## Specifikace (U-2R)
Lockeed U-2 je jednomotorový středoplošník s hliníkovou konstrukcí s využitím některých kompozitových dílů. Cvičná verze má druhý kokpit místo Q-Bay, která slouží k umístění fotografického vybavení. Některé technické údaje letounů U-2R a TR-1 jsou dosud utajovány.

Lockheed U-2A

### Technické údaje
- Osádka: 1
- Rozpětí: 30,9 m
- Délka: 19,1 m
- Výška: 4,8 m
- Nosná plocha: 92,9 m²
- Hmotnost prázdného stroje: 6800 kg
- Maximální vzletová hmotnost: 18 600 kg
- Pohonná jednotka: 1× proudový motor Pratt & Whitney J75-P-13B o tahu 76 kN

### Výkony
- Maximální rychlost: 821 km/h
- Dostup: 27 430 m
- Dolet: 5633 km